# B-hyeong namjachingu
Pour plus de détails, voir Fiche technique et Distribution.
B-hyeong namjachingu (hangeul : B형 남자친구 ; litt. « Petit ami de type B ») est un film sud-coréen co-écrit et réalisé par Choi Seok-won, sorti en 2005.

## Synopsis
Ce film part sur la théorie loufoque que le groupe sanguin d'une personne a un effet direct sur sa vie amoureuse. Le cas de ce film : un homme de groupe sanguin B, Young-bin, est supposé être prétentieux et borné, alors qu'une fille de type O comme Ha-mi est destinée à être timide et docile pour le reste de sa vie. Par conséquent, la compatibilité entre les deux n'est pas terrible pour commencer si l'on croit à cette théorie du groupe sanguin. Mais, malgré cette incompatibilité, est-ce que ces deux personnes très différentes peuvent tomber amoureux ?
À noter, cette théorie est aussi connue en Corée et au Japon que la compatibilité par le signe astrologique en Europe.

## Fiche technique
- Titre original : B형 남자친구
- Titre français : B-hyeong namjachingu
- Titre international : My Boyfriend Is Type B
- Réalisation : Choi Seok-won
- Scénario : Choi Seok-won, Lee Yoon-jin et Sin Jeong-goo
- Musique : Kim Yeong-gwan
- Direction artistique : Kim Gi-cheol
- Costumes : Cha Sun-young
- Photographie : Kim Dong-eun
- Montage : Park Gok-ji
- Production : Kim Du-chan et Park Hyeong-jun
- Société de production : Cinema Zenith
- Société de distribution : Lotte Entertainment
- Pays de production :  Corée du Sud
- Langue : coréen
- Format : couleur - 1,85:1 - Dolby Digital - 35 mm
- Genre : comédie romantique
- Durée : 96 minutes
- Date de sortie : Corée du Sud : 3 février 2005

## Distribution
- Lee Dong-gun : Young-bin
- Han Ji-hye : Ha-mi
- Shin Yi : Chae-young
- Jung Ryeo-won : Bo-young
- Kim Je-in : Eun-young